# Korpen (film, 1943)
Korpen är en fransk dramafilm med thrillerinslag från 1943 i regi av Henri-Georges Clouzot. Filmen blev vid premiären hårt kritiserad av såväl Vichyregimen, som franska motståndsrörelsen och katolska kyrkan. 1944 blev filmen totalförbjuden i Frankrike, men fick åter visas 1947.

## Handling
Ett antal anonyma brev sprider hemligheter, otrygghet och rykten i en mindre fransk stad och i princip ingen går säker från att bli utpekad för dåliga handlingar. Breven är undertecknade Le Corbeau (Korpen). Ingen lyckas med att ta reda på vem som står bakom breven vilket leder till allt mer paranoida och desperata handlingar från invånarna.

## Rollista
- Pierre Fresnay - Rémy Germain
- Ginette Leclerc - Denise
- Micheline Francey - Laura Vorzet
- Héléna Manson - Marie Corbin
- Jeanne Fusier-Gir - kvinna i syaffär
- Sylvie - modern till cancerpatienten
- Pierre Larquey - Michel Vorzet, psykiatriker
- Noël Roquevert - rektor Saillens
- Antoine Balpêtré - dr. Delorme
- Jean Brochard - Bonnevi
- Pierre Bertin - prefekt
- Louis Seigner - dr. Bertrand
- Roger Blin - cancersjuk patient
- Palau - postmästaren